# Franco Lucentini
Franco Lucentini (* 24. Dezember 1920 in Rom; † 5. August 2002 in Turin) war ein italienischer Schriftsteller, Übersetzer (u. a. von Alain Robbe-Grillet) und Publizist.
Gemeinsam mit Carlo Fruttero bildete er das Autorenduo Fruttero & Lucentini, auch bekannt als „Die Firma“. Die beiden hatten sich Anfang der 1950er Jahre in Paris kennengelernt, wohin Lucentini nach dem Ende seiner Haft als Gegner des italienischen Faschismus übergesiedelt war. Er arbeitete dort als Übersetzer, Fruttero als Lektor. 1972 erschien ihr erster gemeinsam verfasster Roman, Die Sonntagsfrau, dem zahlreiche weitere Kriminal- und Gesellschaftsromane folgten, die in viele Sprachen übersetzt wurden.
Für sein Lebenswerk erhielt Lucentini 2000 den Premio Campiello der Fondazione Il Campiello. Gemeinsam hatten sie 1989 den Ennio-Flaiano-Preis und 1990 den Hemingway-Preis erhalten.
Mit 81 Jahren starb der an Lungenkrebs erkrankte Lucentini bei einem Sturz von der Treppe seines Hauses in Turin. Es wird gemutmaßt, dass der Sturz in suizidaler Absicht geschah.

## Werke
Lucentini allein (Auswahl)
- Notizie degli scavi (1947/1950/1964), Mondadori, Mailand 1973
  - dt.: Der unbekannte Begleiter. Drei Erzählungen. Mit einem Nachwort von Carlo Fruttero. Aus dem Italienischen von Dora Winkler, Piper, München 2004

Fruttero & Lucentini
- La donna della domenica (Mondadori, 1972); dt. Die Sonntagsfrau, übers. v. Herbert Schlüter (Piper, 1974)
- Il significato dell'esistenza (Mondadori, 1975); dt. Der rätselhafte Sinn des Lebens: ein philosophischer Roman, übers. v. Dora Winkler (Piper, 1995)
- A che punto è la notte (Mondadori, 1979); dt. Wie weit ist die Nacht, übers. v. Herbert Schlüter u. Inez De Florio-Hansen (Piper, 1981)
- Il palio delle contrade morte (Mondadori, 1983); dt. Der Palio der toten Reiter, übers. v. Burkhart Kroeber (Piper, 1986)
- L'amante senza fissa dimora (Mondadori, 1986); dt. Der Liebhaber ohne festen Wohnsitz, übers. v. Dora Winkler (Piper, 1988)
- Il colore del destino (Mondadori, 1987); dt. Die Farbe des Schicksals, übers. v. Burkhart Kroeber (Piper, 1991)
- La verità sul caso D. (mit Charles Dickens, Einaudi, 1989); dt. Die Wahrheit über den Fall D., übers. v. Burkhart Kroeber (Piper, 1991)
- Enigma in luogo di mare (Mondadori, 1991); dt. Das Geheimnis der Pineta, übers. v. Burkhart Kroeber (Piper, 1993)
- Breve storia delle vacanze (La Stampa, Turin 1993); dt. Kleines Ferienbrevier, übers. v. Burkhart Kroeber (Piper 1994)

Weitere Werke von Fruttero & Lucentini:
- Il Libro dei nomi di battesimo: la giusta guida al nome giusto (Mondadori, 1969)
- L'idraulico non verrà (Gedichte, Mario Spagnol Editore, 1971)
- L'Italia sotto il tallone di F.&L. (Satirischer Roman, Mondadori, 1974)
- La cosa in sé. Rappresentazione in due Atti e una Licenza (Drama, Einaudi, 1982)
- La prevalenza del cretino (Mondadori, 1985); dt. in Auswahl: Ein Hoch auf die Dummheit: Porträts, Pamphlete, Parodien, übers. v. Pieke Biermann (Piper, 1992)
- La manutenzione del sorriso (Mondadori, 1988); dt.: wie vorher
- Il ritorno del cretino (Mondadori, 1992)
- Incipit: 757 inizi facili e meno facili. Un libro di quiz e di lettura (Mondadori, 1993)
- Il cretino in sintesi (Mondadori, 2002)
- I Nottambuli (Avagliano, 2002)

## Verfilmungen
- 1975 – Die Sonntagsfrau (La donna della domenica) – Regie: Luigi Comencini – (mit Marcello Mastroianni, Jacqueline Bisset)
- 1993 – Verschwörung im Dunkeln – (A che punto è la notte?) – Regie: Nanni Loy – (mit Marcello Mastroianni)